# 平江镇
平江镇，是中华人民共和国贵州省黔东南苗族侗族自治州榕江县下辖的一个乡镇级行政单位。
2016年1月14日，贵州省人民政府批复同意撤销平江乡建制，设置平江镇，撤乡设镇后行政区域和政府驻地不变。

## 行政区划
平江镇下辖以下地区：
平江乡社区、平江村、八瑞村、归利村、亚聋村、德腊村、巴鲁村、高鸟村、加会村、怀来村、田磅村、当鸠村和滚仲村。

## 中国传统村落
2012年，滚仲村被评为首批“中国传统村落”。